# Шевченківська премія — номінація «кіномистецтво»
В цьому списку представлено лауреатів Шевченківської премії в номінації «кіномистецтво».

## Список лауреатів
| Рік  | Лауреат | Обґрунтування |
| ---- | --- | --- |
| 1967 | Івченко Віктор Іларіонович | за художній кінофільм «Гадюка». |
| 1971 | Левада Олександр Степанович — автор сценарію Левчук Тимофій Васильович — режисер — постановник Гай Олександр Дмитрович — виконавець ролі М. Коцюбинського | за кінофільм «Родина Коцюбинських». |
| 1973 | Михайло Ткач (автор сценарію) Олександр Косинов (режисер) Ігор Писанко (оператор) | за повнометражний документальний фільм «Радянська Україна». |
| 1975 | Бєляєв Володимир Павлович — автор сценарію Ісаков Валерій Трохимович — режисер-постановник Дворжецький Владислав Вацлавович — виконавець ролі Ярослава Гайдая Заклунна Валерія Гавриїлівна — виконавиця ролі Стефи Щербаков Віктор Геннадійович — виконавець ролі Буй-Тура | художній фільм «До останньої хвилини» Одеської кіностудії художніх фільмів |
| 1977 | Биков Леонід Федорович — режисер-постановник і виконавець головних ролей | за фільми "В бій ідуть тільки «старики» і «Ати — бати, йшли солдати». |
| 1978 | Малишевський Ігор Юрійович — автор сценарію та дикторських текстів Грабовський Ігор Авксентійович — автор сценарію і режисер Шевченко Володимир Микитович — режисер | за кінотрилогію «Радянська Україна. Роки боротьби й перемог» Української студії хронікально-документальних фільмів.                                                                         |
| 1979 | Денисенко Володимир Терентійович — автор сценарію і режисер | Художній фільм «Женці» Київської кіностудії художніх фільмів імені О. П. Довженка |
| 1980 | Автори сценарію: Барсук Володимир Олексійович Путінцев Альберт Григорович Тихонов В'ячеслав Васильович — ведучий Оператори: Бузилевич Олександр Вікторович Кущ Віктор Андрійович                                                                                           | за публіцистичний документальний телевізійний фільм за книгою Л. І. Брежнєва «Відродження» студії «Укртелефільм».                                                                           |
| 1982 | Мащенко Микола Павлович — режисер-постановник Харитонов Андрій Ігорович — виконавець ролі Овода Бондарчук Сергій Федорович — виконавець ролі кардинала Монтанеллі | за трисерійний художній телевізійний фільм «Овід» Київської ордена Леніна кіностудії художніх фільмів імені О. П. Довженка.                                                                 |
| 1985 | Автори сценарію: Добродєєв Борис Тихонович Шишлін Микола Володимирович Режисер: Ібаньєс-Фернандес Арнольдо Оператор: Кукоренчук Володимир Вікторович | за повнометражний хронікально-документальний кінофільм «Тривожне небо Іспанії» Української студії хронікально-документальних фільмів.                                                       |
| 1986 | Сперкач Валентин Микитович — автор сценаріїв і режисер Автори сценаріїв: Комарницький Антон Аполлінарійович Сабельников Ігор Анатолійович Стаховський Юрій Васильович — оператор Поклад Ігор Дмитрович — композитор                                                        | за повнометражні документальні фільми «Командарми індустрії», «Головуючий корпус», «Стратеги науки» Української студії хронікально-документальних фільмів.                                  |
| 1986 | Бєліков Михайло Олександрович — автор сценаріїв і режисер-постановник Трушковський Василь Тимофійович — оператор-постановник Левченко Олексій Олексійович — художник — постановник                                                                                         | за фільми: «Ніч коротка», «Які ж були ми молоді» Київської кіностудії художніх фільмів імені О. П. Довженка.                                                                                |
| 1987 | Дяченко Сергій Сергійович — автор сценарію Борсюк Анатолій Давидович — режисер Фролов Олександр Іванович — оператор | за повнометражний науково-популярний фільм «Зірка Вавілова» Київської кіностудії науково-популярних фільмів.                                                                                |
| 1988 | Миколайчук Іван Васильович — кіноактор, режисер, постановник, кінодраматург (посмертно) | за створення різнопланових національних образів у фільмах «Сон», «Тіні забутих предків», «Бур'ян», «Комісари», «Білий птах з чорною ознакою», «Вавилон XX», «Така пізня, така тепла осінь». |
| 1989 | Автори сценарію: Мужук Леонід Петрович Салганик Хем Єлізарович Режисер: Кобрин Ігор Дмитрович Оператор: Бордаков Юрій Вікторович | за кінотрилогію «Чорнобиль: два кольори часу» студії «Укртелефільм». |
| 1991 | Автори сценарію: Костенко Володимир Семенович (посмертно) Шудря Микола Архипович Сергієнко Роллан Петрович — режисер Коваль Олександр Іванович — оператор | за документальні фільми «Відкрий себе», «Тарас», «Перед іконою» Української студії хронікально-документальних фільмів                                                                       |
| 1991 | Параджанов Сергій Йосипович (посмертно) — режисер-постановник Іллєнко Юрій Герасимович — оператор Кадочникова Лариса Валентинівна — виконавиця ролі Марічки Якутович Георгій В'ячеславович — художник                                                                      | за художній фільм «Тіні забутих предків» Київської кіностудії художніх фільмів імені О. П. Довженка (Виконавець ролі Івана Миколайчук Іван Васильович удостоєний цієї премії раніше)        |
| 1993 | Муратова Кіра Георгіївна — режисер-постановник | за видатний внесок в українське та світове кіномистецтво |
| 1993 | Карась Анатолій Андрійович Шкурин Віктор Георгійович — автори сценарію і режисери Кріпченко Віктор Іванович — головний оператор | за документальну кінодилогію «Липневі грози» («Страйк», «Викид») Української студії хронікально-документальних фільмів                                                                      |
| 1996 | Бійма Олег Іванович — режисер-постановник Зоценко Лесь Миколайович — оператор-постановник Гронський Володимир Петрович — композитор Актори: Сумська Ольга В'ячеславівна Хостікоєв Анатолій Георгійович Дехтярьова Зінаїда Миколаївна Богданович Олексій Володимирович      | за серіали художніх телевізійних фільмів «Пастка» і «Злочин з багатьма невідомими» студії «Укртелефільм»                                                                                    |
| 1997 | Осика Леонід Михайлович — режисер-постановник | за художні фільми «Камінний хрест», Захар Беркут, «Подарунок на іменини», «Гетьманські клейноди»                                                                                            |
| 2000 | Калюта Вілен Олександрович — кінооператор-постановник (посмертно) | за кінооператорські роботи останніх років |
| 2002 | Микульський Аркадій Миколайович — кінорежисер Череватенко Леонід Васильович — кінодраматург | за документальну кінотрилогію «Я камінь з Божої пращі» |
| 2004 | Буковський Сергій Анатолійович — кінорежисер | за документальний телесеріал «Війна. Український рахунок» |
| 2008 | Ткачук Михайло Петрович — кінорежисер | за документальний серіал «Загадка Норильського повстання» (про опір українських політв'язнів у таборах Гулагу)                                                                              |
| 2016 | Сенцов Олег Геннадійович, режисер | за художні фільми «Гамер» і «Носоріг» |
| 2017 | Коваль Степан Миколайович, режисер анімаційного кіно | за мультиплікаційний цикл «Моя країна — Україна», створення оригінальної пластичної кіномови і вагомий внесок в українську та європейську анімацію                                          |
| 2018 | Тихий Володимир Вікторович, режисерПілунський Ярослав Леонідович, операторСтеценко Сергій Олександрович, операторГрузінов Юрій Георгійович, оператор, громадянин Російської Федерації                                                                                      | за цикл історико-документальних фільмів про Майдан 2014 року |
| 2019 | Бондарчук Роман Леонідович, режисер | за повнометражний ігровий фільм «Вулкан» |